# Rio Marrecas (vattendrag i Brasilien, lat -24,80, long -51,33)
Rio Marrecas är ett vattendrag i Brasilien.   Det ligger i delstaten Paraná, i den södra delen av landet, 1 100 km söder om huvudstaden Brasília.
Omgivningarna runt Rio Marrecas är en mosaik av jordbruksmark och naturlig växtlighet. Runt Rio Marrecas är det glesbefolkat, med 8 invånare per kvadratkilometer.